# Gyökerek (Alex Haley)
A Gyökerek (Roots) Alex Haley afroamerikai író 1976-ban megjelent dokumentumregénye. Eredeti címe: Roots. Magyarra Falvay Mihály fordította 1979-ben.

## A cselekmény
A generációkon átívelő történet 1750 kora tavaszán kezdődik a nyugat-afrikai Dzsuffure faluban, „négynapi vízi útra a Gambia folyó torkolatától”. Itt születik a regény szerint a mandinka törzsben a Kinte család egyik leszármazottja, Omoro és Binta első fia, Kunta.

### Kunta Kinte
A család egy szent, Kairaba Kunta Kinte leszármazottjának vallja magát, akik közül nagy utazók, falualapítók kerültek ki – megbecsült tagjai a közösségnek. Az ifjú Kunta gyermekévein keresztül megismerjük Afrika azon részének törzsi és falusi szokásait, amik szorosan alá vannak rendelve az évszakok változásainak; a férfiak és nők tradicionális munkamegosztását, a főként muzulmán hitre épülő vallásukat. Ahogy felserdül, és átesik a férfivé avatás fájdalmas és hosszú szertartásán, maga is felmenőiéhez hasonló hosszú utazáson töri a fejét, mielőtt családot alapítana.
Az élet - ahogy Haley leírja - idillikus: a problémák, amikkel az egyszerű emberek szembesülnek, nélkülözik az amúgy rendszeresen dúló véres törzsi háborúkat, és a létező afrikai rabszolgaság intézménye is inkább egyfajta szociálisan elismert bérmunkásviszonynak tűnik. Ezt az édenkertet csak a természeti csapások: szárazság okozta éhezés, az esős évszak áradásai képesek sújtani.
Egy alkalommal, mikor a fiú dobnak való fáért indul az erdőbe, rabszolgavadászok karmai közé kerül, akik leütik és egyszerűen hozzácsapják a többi foglyukhoz. A pucérra vetkőztetett embereket felterelik egy hajóra, ami elindul velük Amerikába. A kegyetlen utat kevesen élik túl, akik mégis, azt a behajózás után eladják egy árverésen. Kunta első gazdája egy gazdag fehér ültetvényes a Wallerek közül, aki az új rabszolgát Tobynak nevezi.
A rabszolgasoron Kunta képtelen elfogadni az új életét, nem beszéli a nyelvet, és az amerikai feketéktől is elzárkózik, nagyon magányos és elképzelt beszélgetéseket folytat a fejében szüleivel. Többször is megszökik, súlyosabb és súlyosabb büntetéseket szabnak ki rá. Az utolsó alkalommal hivatásos rabszolgavadászok kapják el, akik választás elé állítják: vagy kiherélik, vagy levágják az egyik lábfejét. Utóbbit választja.
Kunta ezután a gazdája testvéréhez kerül a virginiai Spotsylvania megyébe, aki hivatásos orvos, és felháborítja a céltalan csonkítás. Ott megismerkedik három személlyel, akikkel szorosabb kapcsolatba kerül. Az egyik a Muzsikás, egy félig-szabad néger, lehengerlő egyéniséggel és nagy muzikalitással. A másik az öreg kertész, a harmadik a nagy ház szakácsnője: Bell, akit később, bár a nő jóval idősebb nála, feleségül vesz. Kunta tőlük megtanul angolul, és félig-meddig beletörődik a sorsába. Ő lesz a gazda kocsisa, aki megbízik benne.
Születik egy kislánya, Kizzy. A lányka ott serdül fel a birtokon, beleszeret az egyik rabszolgafiúba, aki meg akar szökni, és ráveszi, hogy segítsen neki, de rajtavesztenek és Kizzyt a gazda árulása miatt eladja a következő rabszolgaárverésen. Soha többet nem látja a szüleit.

### Kizzy
Kizzy új gazdája Caswell-ben él, Észak-Karolinában, a neve Tom Lea. Ágrólszakadt, semmije nincs, csak egy kevés földje, pár négere, akik művelik, a ház és jópár harci kakas. A különleges madarakkal a gazda versenyekre szokott járni, ahol véres viadalokban küzdenek meg egymással a felkészített állatok, és ahol sokszor hatalmas összegű fogadások köttetnek. Az akkor tizenhat éves Kizzyt első este megerőszakolja az új tulajdonosa, akitől csakhamar gyermeket is szül. A fiú neve George lesz, a gazda első saját négere után, akit a többiek emlékezete szerint szó szerint halálra dolgoztatott. A fiatal anya belesápad a történetbe.
Kizzy megfogadja, bármilyen szégyenletes is a fia származása, bármilyen sápadt a bőre, s bármilyen nevet is kényszerítenek rá, ő mindig az afrikai férfi unokáját látja majd benne. George-ot egy idő után a gazda leadja a csirkékhez, ahol a kisfiú ideális idomító-inas lesz. A versenyek és a velük járó izgalmak közel hozzák a gazdájához, sokszor együtt isznak és nőznek, Tom Lea még fogadópénzt is ad a fiúnak, hogy játszhasson a viadalokon. George a néger segédek versenyein hamar híres lesz, csak Csirke Gyurkaként emlegetik. Kizzy dühében, hogy így kicsúszik a kezéből a fia személyisége, egyszer az arcába vágja, hogy ki az apja, de nincs sok foganatja.
Csirke Gyurka egy szép nap asszonyt hoz a házhoz a gazdája engedelmével és hozzájárulásával. Matilda mindenki kedvence lesz a rabszolgasoron, de ő sem képes megzabolázni a férjét. George ugyanolyan csélcsap és szoknyabolond marad, hiába születnek egymás után a gyerekek. Minden újszülöttnél feleleveníti a gyarapodó családnak az afrikai dédapa: Kunta Kinte történetét.
Tom Lea az egyik legnagyobb versenyen egész vagyonát felteszi Csirke Gyurkával egyetemben egy gazdag angollal szemben, és végül több ingadozás után veszít. Gyurka így elhagyja a családját, akiket a csapástól rohamosan leépülő Lea elad: embersége utolsó maradékával nem darabjával, hanem együtt, hogy ne szakadjanak szét teljesen. A vesződő birtokon csak az öregek maradnak, akikért már senki nem kínál semmit: köztük Kizzy nagyanyó.

### Tom
Az új család feje Matilda és Gyurka legrátermettebb, legmegbízhatóbb fia, Tom lesz, aki kitanulja a kovácsmesterséget, és így némi pénzre is szert tesznek, mert az új gazda: Murray és családja megengedi, hogy keresete csekély részét megtartsa. Tom a szomszédos birtok egyik indián-néger rabszolgalányát veszi feleségül, Irene-t, akit Murray megvesz, hogy együtt élhessenek családként. Lassacskán újra viszonylagos békét teremtettek - Irene épp első gyermeküket várta -, mikor felbukkant Csirke Gyurka - mint szabad ember.
Kiderült, hogy Tom Lea felszabadította a fiát, miután az visszatért a Brit szigetekről, de a papírt csak számos kalandon keresztül volt képes Gyurka végül a saját kezei között tudni: mert a teljesen elszegényedett Lea-nek, miután Gyurka hazaérkezett, már nem akarózott nagylelkűnek lennie.
Viszont a boldogság így sem felhőtlen. A törvények szerint abban az államban szabad feketék csak bizonyos ideig tartózkodhatnak, különben újra rabszolgává kell őket tenni. Gyurka már nem akarja elhagyni a családját, és akár ebbe is belemenne, de a többiek inkább elküldik, mintsem hagyják , hogy az első és egyetlen közülük, aki elnyerte, újra elveszítse a szabadságát.
A Murray birtokon érte a családot Lincoln elnök emancipációs kiáltványa, amelyben minden rabszolgát felszabadított.

### A további leszármazottak
Tom és a család Csirke Gyurka hívására elköltözik egy „fejlődő településre”, ami olyan kevés házból áll, hogy a feketék megérkezésével a létszám szinte a duplájára nő. Nem kevés nehézség árán illeszkednek be, és még sokáig fenntartásokkal kezelik őket. Tom és Irene egyik lánya, Cynthia a helyi fatelep munkásával, Will Palmerrel házasodik össze, akiknek 1895-ben egészséges lánygyermekük születik: Bertha George. Cynthia ragaszkodott hozzá, hogy meghívja az egész családot, és mindenki füle hallatára újra elmondta a generációkon át öröklődő mesét Kunta Kintéről.
Bertha volt az első, aki főiskolára ment, ahol megismerkedett egy fiatal fiúval, Simon Alexander Haley-vel. Az ő fiuk az 1921-ben született Alex Haley, aki könyvben örökítette meg a család sorsát.

### Vissza Afrikába
Alex állítólag szívós detektívmunkával nyomozta vissza a család származását a különböző tulajdonosok, adásvételi szerződések segítségével, illetve az afrikai rabszolgaszállító hajók útvonalainak feltárásával. Mindezeken felül könyvében azt írja, afrikai útja során sikeresen felkutatta azt a falut, ahonnan ősapját elrabolták. Mégpedig egy vén griot (bölcs ember, aki számon tartja az eseményeket, születéseket, halálokat, történeteket és más egyebeket) segítségével.

## Családfa
|        |        |        |        |        |        |       |       |         |         |         |         |         |         |  |  |         |         |         |         |         |         |  |  |        |        |        |        |              |              |              |              | Sireng Kinte | Sireng Kinte | Sireng Kinte | Sireng Kinte | Sireng Kinte  | Sireng Kinte  |               |               | Kairaba Kunta Kinte | Kairaba Kunta Kinte | Kairaba Kunta Kinte | Kairaba Kunta Kinte | Kairaba Kunta Kinte | Kairaba Kunta Kinte |             |             | Yaisa Kinte | Yaisa Kinte | Yaisa Kinte | Yaisa Kinte | Yaisa Kinte           | Yaisa Kinte           |                       |                       |                       |                       |              |              |              |              |              |              |              |              |             |             |                      |                      |                      |                      |                      |                      |         |         |         |         |  |  |
|        |        |        |        |        |        |       |       |         |         |         |         |         |         |  |  |         |         |         |         |         |         |  |  |        |        |        |        |              |              |              |              | Sireng Kinte | Sireng Kinte | Sireng Kinte | Sireng Kinte | Sireng Kinte  | Sireng Kinte  |               |               | Kairaba Kunta Kinte | Kairaba Kunta Kinte | Kairaba Kunta Kinte | Kairaba Kunta Kinte | Kairaba Kunta Kinte | Kairaba Kunta Kinte |             |             | Yaisa Kinte | Yaisa Kinte | Yaisa Kinte | Yaisa Kinte | Yaisa Kinte           | Yaisa Kinte           |                       |                       |                       |                       |              |              |              |              |              |              |              |              |             |             |                      |                      |                      |                      |                      |                      |         |         |         |         |  |  |
|        |        |        |        |        |        |       |       |         |         |         |         |         |         |  |  |         |         |         |         |         |         |  |  |        |        |        |        |              |              |              |              |              |              |              |              |               |               |               |               |                     |                     |                     |                     |                     |                     |             |             |             |             |             |             |                       |                       |                       |                       |                       |                       |              |              |              |              |              |              |              |              |             |             |                      |                      |                      |                      |                      |                      |         |         |         |         |  |  |
|        |        |        |        |        |        |       |       |         |         |         |         |         |         |  |  |         |         |         |         |         |         |  |  |        |        |        |        |              |              |              |              |              |              |              |              |               |               |               |               |                     |                     |                     |                     |                     |                     |             |             |             |             |             |             |                       |                       |                       |                       |                       |                       |              |              |              |              |              |              |              |              |             |             |                      |                      |                      |                      |                      |                      |         |         |         |         |  |  |
|        |        |        |        |        |        |       |       |         |         |         |         |         |         |  |  |         |         |         |         |         |         |  |  |        |        |        |        | Janneh Kinte | Janneh Kinte | Janneh Kinte | Janneh Kinte | Janneh Kinte | Janneh Kinte |              |              | Saloum Kinte  | Saloum Kinte  | Saloum Kinte  | Saloum Kinte  | Saloum Kinte        | Saloum Kinte        |                     |                     | Omoro Kinte         | Omoro Kinte         | Omoro Kinte | Omoro Kinte | Omoro Kinte | Omoro Kinte |             |             | Binta Kebba           | Binta Kebba           | Binta Kebba           | Binta Kebba           | Binta Kebba           | Binta Kebba           |              |              |              |              |              |              |              |              |             |             |                      |                      |                      |                      |                      |                      |         |         |         |         |  |  |
|        |        |        |        |        |        |       |       |         |         |         |         |         |         |  |  |         |         |         |         |         |         |  |  |        |        |        |        | Janneh Kinte | Janneh Kinte | Janneh Kinte | Janneh Kinte | Janneh Kinte | Janneh Kinte |              |              | Saloum Kinte  | Saloum Kinte  | Saloum Kinte  | Saloum Kinte  | Saloum Kinte        | Saloum Kinte        |                     |                     | Omoro Kinte         | Omoro Kinte         | Omoro Kinte | Omoro Kinte | Omoro Kinte | Omoro Kinte |             |             | Binta Kebba           | Binta Kebba           | Binta Kebba           | Binta Kebba           | Binta Kebba           | Binta Kebba           |              |              |              |              |              |              |              |              |             |             |                      |                      |                      |                      |                      |                      |         |         |         |         |  |  |
|        |        |        |        |        |        |       |       |         |         |         |         |         |         |  |  |         |         |         |         |         |         |  |  |        |        |        |        |              |              |              |              |              |              |              |              |               |               |               |               |                     |                     |                     |                     |                     |                     |             |             |             |             |             |             |                       |                       |                       |                       |                       |                       |              |              |              |              |              |              |              |              |             |             |                      |                      |                      |                      |                      |                      |         |         |         |         |  |  |
|        |        |        |        |        |        |       |       |         |         |         |         |         |         |  |  |         |         |         |         |         |         |  |  |        |        |        |        |              |              |              |              |              |              |              |              |               |               |               |               |                     |                     |                     |                     |                     |                     |             |             |             |             |             |             |                       |                       |                       |                       |                       |                       |              |              |              |              |              |              |              |              |             |             |                      |                      |                      |                      |                      |                      |         |         |         |         |  |  |
|        |        |        |        |        |        |       |       |         |         |         |         |         |         |  |  |         |         |         |         |         |         |  |  |        |        |        |        |              |              |              |              | Kunta Kinte  | Kunta Kinte  | Kunta Kinte  | Kunta Kinte  | Kunta Kinte   | Kunta Kinte   |               |               | Belle Waller        | Belle Waller        | Belle Waller        | Belle Waller        | Belle Waller        | Belle Waller        |             |             | Lamin Kinte | Lamin Kinte | Lamin Kinte | Lamin Kinte | Lamin Kinte           | Lamin Kinte           |                       |                       | Suwadu Kinte          | Suwadu Kinte          | Suwadu Kinte | Suwadu Kinte | Suwadu Kinte | Suwadu Kinte |              |              | Madi Kinte   | Madi Kinte   | Madi Kinte  | Madi Kinte  | Madi Kinte           | Madi Kinte           |                      |                      |                      |                      |         |         |         |         |  |  |
|        |        |        |        |        |        |       |       |         |         |         |         |         |         |  |  |         |         |         |         |         |         |  |  |        |        |        |        |              |              |              |              | Kunta Kinte  | Kunta Kinte  | Kunta Kinte  | Kunta Kinte  | Kunta Kinte   | Kunta Kinte   |               |               | Belle Waller        | Belle Waller        | Belle Waller        | Belle Waller        | Belle Waller        | Belle Waller        |             |             | Lamin Kinte | Lamin Kinte | Lamin Kinte | Lamin Kinte | Lamin Kinte           | Lamin Kinte           |                       |                       | Suwadu Kinte          | Suwadu Kinte          | Suwadu Kinte | Suwadu Kinte | Suwadu Kinte | Suwadu Kinte |              |              | Madi Kinte   | Madi Kinte   | Madi Kinte  | Madi Kinte  | Madi Kinte           | Madi Kinte           |                      |                      |                      |                      |         |         |         |         |  |  |
|        |        |        |        |        |        |       |       |         |         |         |         |         |         |  |  |         |         |         |         |         |         |  |  |        |        |        |        |              |              |              |              |              |              |              |              |               |               |               |               |                     |                     |                     |                     |                     |                     |             |             |             |             |             |             |                       |                       |                       |                       |                       |                       |              |              |              |              |              |              |              |              |             |             |                      |                      |                      |                      |                      |                      |         |         |         |         |  |  |
|        |        |        |        |        |        |       |       |         |         |         |         |         |         |  |  |         |         |         |         |         |         |  |  |        |        |        |        | Tom Lea      | Tom Lea      | Tom Lea      | Tom Lea      | Tom Lea      | Tom Lea      |              |              | Kizzy Waller  | Kizzy Waller  | Kizzy Waller  | Kizzy Waller  | Kizzy Waller        | Kizzy Waller        |                     |                     |                     |                     |             |             |             |             |             |             |                       |                       |                       |                       |                       |                       |              |              |              |              |              |              |              |              |             |             |                      |                      |                      |                      |                      |                      |         |         |         |         |  |  |
|        |        |        |        |        |        |       |       |         |         |         |         |         |         |  |  |         |         |         |         |         |         |  |  |        |        |        |        | Tom Lea      | Tom Lea      | Tom Lea      | Tom Lea      | Tom Lea      | Tom Lea      |              |              | Kizzy Waller  | Kizzy Waller  | Kizzy Waller  | Kizzy Waller  | Kizzy Waller        | Kizzy Waller        |                     |                     |                     |                     |             |             |             |             |             |             |                       |                       |                       |                       |                       |                       |              |              |              |              |              |              |              |              |             |             |                      |                      |                      |                      |                      |                      |         |         |         |         |  |  |
|        |        |        |        |        |        |       |       |         |         |         |         |         |         |  |  |         |         |         |         |         |         |  |  |        |        |        |        |              |              |              |              |              |              |              |              |               |               |               |               |                     |                     |                     |                     |                     |                     |             |             |             |             |             |             |                       |                       |                       |                       |                       |                       |              |              |              |              |              |              |              |              |             |             |                      |                      |                      |                      |                      |                      |         |         |         |         |  |  |
|        |        |        |        |        |        |       |       |         |         |         |         |         |         |  |  |         |         |         |         |         |         |  |  |        |        |        |        |              |              |              |              | George Lea   | George Lea   | George Lea   | George Lea   | George Lea    | George Lea    |               |               | Matilda             | Matilda             | Matilda             | Matilda             | Matilda             | Matilda             |             |             |             |             |             |             |                       |                       |                       |                       |                       |                       |              |              |              |              |              |              |              |              |             |             |                      |                      |                      |                      |                      |                      |         |         |         |         |  |  |
|        |        |        |        |        |        |       |       |         |         |         |         |         |         |  |  |         |         |         |         |         |         |  |  |        |        |        |        |              |              |              |              | George Lea   | George Lea   | George Lea   | George Lea   | George Lea    | George Lea    |               |               | Matilda             | Matilda             | Matilda             | Matilda             | Matilda             | Matilda             |             |             |             |             |             |             |                       |                       |                       |                       |                       |                       |              |              |              |              |              |              |              |              |             |             |                      |                      |                      |                      |                      |                      |         |         |         |         |  |  |
|        |        |        |        |        |        |       |       |         |         |         |         |         |         |  |  |         |         |         |         |         |         |  |  |        |        |        |        |              |              |              |              |              |              |              |              |               |               |               |               |                     |                     |                     |                     |                     |                     |             |             |             |             |             |             |                       |                       |                       |                       |                       |                       |              |              |              |              |              |              |              |              |             |             |                      |                      |                      |                      |                      |                      |         |         |         |         |  |  |
|        |        |        |        |        |        |       |       |         |         |         |         |         |         |  |  |         |         |         |         |         |         |  |  |        |        |        |        |              |              |              |              |              |              |              |              |               |               |               |               |                     |                     |                     |                     |                     |                     |             |             |             |             |             |             |                       |                       |                       |                       |                       |                       |              |              |              |              |              |              |              |              |             |             |                      |                      |                      |                      |                      |                      |         |         |         |         |  |  |
| Virgil | Virgil | Virgil | Virgil | Virgil | Virgil |       |       | Lily Su | Lily Su | Lily Su | Lily Su | Lily Su | Lily Su |  |  | Ashford | Ashford | Ashford | Ashford | Ashford | Ashford |  |  | George | George | George | George | George       | George       |              |              | Tom Murray   | Tom Murray   | Tom Murray   | Tom Murray   | Tom Murray    | Tom Murray    |               |               | Irene               | Irene               | Irene               | Irene               | Irene               | Irene               |             |             | James       | James       | James       | James       | James                 | James                 |                       |                       | Louis                 | Louis                 | Louis        | Louis        | Louis        | Louis        |              |              | Kizzy        | Kizzy        | Kizzy       | Kizzy       | Kizzy                | Kizzy                |                      |                      | Mary                 | Mary                 | Mary    | Mary    | Mary    | Mary    |  |  |
| Virgil | Virgil | Virgil | Virgil | Virgil | Virgil |       |       | Lily Su | Lily Su | Lily Su | Lily Su | Lily Su | Lily Su |  |  | Ashford | Ashford | Ashford | Ashford | Ashford | Ashford |  |  | George | George | George | George | George       | George       |              |              | Tom Murray   | Tom Murray   | Tom Murray   | Tom Murray   | Tom Murray    | Tom Murray    |               |               | Irene               | Irene               | Irene               | Irene               | Irene               | Irene               |             |             | James       | James       | James       | James       | James                 | James                 |                       |                       | Louis                 | Louis                 | Louis        | Louis        | Louis        | Louis        |              |              | Kizzy        | Kizzy        | Kizzy       | Kizzy       | Kizzy                | Kizzy                |                      |                      | Mary                 | Mary                 | Mary    | Mary    | Mary    | Mary    |  |  |
|        |        |        |        |        |        |       |       |         |         |         |         |         |         |  |  |         |         |         |         |         |         |  |  |        |        |        |        |              |              |              |              |              |              |              |              |               |               |               |               |                     |                     |                     |                     |                     |                     |             |             |             |             |             |             |                       |                       |                       |                       |                       |                       |              |              |              |              |              |              |              |              |             |             |                      |                      |                      |                      |                      |                      |         |         |         |         |  |  |
|        |        |        |        |        |        |       |       |         |         |         |         |         |         |  |  |         |         |         |         |         |         |  |  |        |        |        |        |              |              |              |              |              |              |              |              |               |               |               |               |                     |                     |                     |                     |                     |                     |             |             |             |             |             |             |                       |                       |                       |                       |                       |                       |              |              |              |              |              |              |              |              |             |             |                      |                      |                      |                      |                      |                      |         |         |         |         |  |  |
|        |        |        |        | Uriah  | Uriah  | Uriah | Uriah | Uriah   | Uriah   |         |         |         |         |  |  | Maria   | Maria   | Maria   | Maria   | Maria   | Maria   |  |  | Allen  | Allen  | Allen  | Allen  | Allen        | Allen        |              |              | Wini         | Wini         | Wini         | Wini         | Wini          | Wini          |               |               | Matilda             | Matilda             | Matilda             | Matilda             | Matilda             | Matilda             |             |             | Elizabeth   | Elizabeth   | Elizabeth   | Elizabeth   | Elizabeth             | Elizabeth             |                       |                       | Tom                   | Tom                   | Tom          | Tom          | Tom          | Tom          |              |              | Will Palmer  | Will Palmer  | Will Palmer | Will Palmer | Will Palmer          | Will Palmer          |                      |                      | Cynthia              | Cynthia              | Cynthia | Cynthia | Cynthia | Cynthia |  |  |
|        |        |        |        | Uriah  | Uriah  | Uriah | Uriah | Uriah   | Uriah   |         |         |         |         |  |  | Maria   | Maria   | Maria   | Maria   | Maria   | Maria   |  |  | Allen  | Allen  | Allen  | Allen  | Allen        | Allen        |              |              | Wini         | Wini         | Wini         | Wini         | Wini          | Wini          |               |               | Matilda             | Matilda             | Matilda             | Matilda             | Matilda             | Matilda             |             |             | Elizabeth   | Elizabeth   | Elizabeth   | Elizabeth   | Elizabeth             | Elizabeth             |                       |                       | Tom                   | Tom                   | Tom          | Tom          | Tom          | Tom          |              |              | Will Palmer  | Will Palmer  | Will Palmer | Will Palmer | Will Palmer          | Will Palmer          |                      |                      | Cynthia              | Cynthia              | Cynthia | Cynthia | Cynthia | Cynthia |  |  |
|        |        |        |        |        |        |       |       |         |         |         |         |         |         |  |  |         |         |         |         |         |         |  |  |        |        |        |        |              |              |              |              |              |              |              |              |               |               |               |               |                     |                     |                     |                     |                     |                     |             |             |             |             |             |             |                       |                       |                       |                       |                       |                       |              |              |              |              |              |              |              |              |             |             |                      |                      |                      |                      |                      |                      |         |         |         |         |  |  |
|        |        |        |        |        |        |       |       |         |         |         |         |         |         |  |  |         |         |         |         |         |         |  |  |        |        |        |        |              |              |              |              |              |              |              |              | Zeona Hatcher | Zeona Hatcher | Zeona Hatcher | Zeona Hatcher | Zeona Hatcher       | Zeona Hatcher       |                     |                     |                     |                     |             |             |             |             |             |             | Simon Alexander Haley | Simon Alexander Haley | Simon Alexander Haley | Simon Alexander Haley | Simon Alexander Haley | Simon Alexander Haley |              |              |              |              |              |              |              |              |             |             | Bertha George Palmer | Bertha George Palmer | Bertha George Palmer | Bertha George Palmer | Bertha George Palmer | Bertha George Palmer |         |         |         |         |  |  |
|        |        |        |        |        |        |       |       |         |         |         |         |         |         |  |  |         |         |         |         |         |         |  |  |        |        |        |        |              |              |              |              |              |              |              |              | Zeona Hatcher | Zeona Hatcher | Zeona Hatcher | Zeona Hatcher | Zeona Hatcher       | Zeona Hatcher       |                     |                     |                     |                     |             |             |             |             |             |             | Simon Alexander Haley | Simon Alexander Haley | Simon Alexander Haley | Simon Alexander Haley | Simon Alexander Haley | Simon Alexander Haley |              |              |              |              |              |              |              |              |             |             | Bertha George Palmer | Bertha George Palmer | Bertha George Palmer | Bertha George Palmer | Bertha George Palmer | Bertha George Palmer |         |         |         |         |  |  |
|        |        |        |        |        |        |       |       |         |         |         |         |         |         |  |  |         |         |         |         |         |         |  |  |        |        |        |        |              |              |              |              |              |              |              |              |               |               |               |               |                     |                     |                     |                     |                     |                     |             |             |             |             |             |             |                       |                       |                       |                       |                       |                       |              |              |              |              |              |              |              |              |             |             |                      |                      |                      |                      |                      |                      |         |         |         |         |  |  |
|        |        |        |        |        |        |       |       |         |         |         |         |         |         |  |  |         |         |         |         |         |         |  |  |        |        |        |        |              |              |              |              |              |              |              |              |               |               |               |               |                     |                     |                     |                     |                     |                     |             |             |             |             |             |             |                       |                       |                       |                       |                       |                       |              |              |              |              |              |              |              |              |             |             |                      |                      |                      |                      |                      |                      |         |         |         |         |  |  |
|        |        |        |        |        |        |       |       |         |         |         |         |         |         |  |  |         |         |         |         |         |         |  |  |        |        |        |        |              |              |              |              |              |              |              |              |               |               |               |               |                     |                     |                     |                     | Lois Haley          | Lois Haley          | Lois Haley  | Lois Haley  | Lois Haley  | Lois Haley  |             |             | Alex Haley            | Alex Haley            | Alex Haley            | Alex Haley            | Alex Haley            | Alex Haley            |              |              | George Haley | George Haley | George Haley | George Haley | George Haley | George Haley |             |             | Julius Haley         | Julius Haley         | Julius Haley         | Julius Haley         | Julius Haley         | Julius Haley         |         |         |         |         |  |  |

## A regény hatásai és kritikája
A Gyökerek hatása azonnali és elemi erejű volt. A családregény ötven hétig vezette a bestseller-listákat az Egyesült Államokban. Nemsoká követte a televíziós adaptáció tizenkét részben, hatmillió dolláros költségvetéssel. A sorozat vetítése során a legfeltűnőbb az az észrevétel volt, hogy az alvilág ötven amerikai államban tizenkét estére „szüneteltette” a bűnözést, és szinte zérusra csökkent a közlekedési és háztartási balesetek száma.
A siker titka a pártos ábrázolás, amire ebből a szempontól még nem volt példa, a tömegek bevonása a négerproblémába és az, hogy Haley egy világtörténelmi folyamba ágyazva mutatja be Kunta leszármazottjainak történetét.
Nagyon valószínű, hogy a Gyökerek genealógiailag pontatlan: Toby ha élt is, nem azonos Haley ősapjával, hogy a párbeszédek és a szituációk fiktívek – a „lényeg”, az üzenet mégis igaz. Öncélú moralizálással nem érdemes hozzáállni a könyvhöz – a nemes vadembert és a édenkertbe illő „természeti állapotot” a Felvilágosodás százada találta fel, mikor visszatekintve három évszázad dinamikus fejlődésére zömében nem tapasztalt mást, mint erőszakot. Afrikát harmonikus, primitív, de jól szervezett közösségek halmazaként ábrázolja; talán túlságosan is megszépítve a (főleg ha a fekete muzulmánok amerikai mozgalmára gondolunk) az iszlám világának és a fekete Afrikának békés egymás mellett élését. A néger rabszolgákkal ugyanúgy kereskedtek a szaharai karavánutakon, Marokkó, Algír és Tunisz piacain, mint az ezeregyéjszakai Bagdadban. Az európai rabszolga-kereskedelmet egyetlen dolog különbözteti meg az arab emberkufárok tevékenységétől: szervezettsége, hatékonysága.
A könyv végső soron azt az üzenetet közvetíti, hogy minden afrikai néger megtalálhatná a saját gyökereit, a saját identitását. A keresés a fenti pontatlanságok miatt elsősorban jelképes értékű. Az amerikai néger ugyanis „Afrika-idegenné” vált. Megpróbálhat kibújni az akkulturáció kényszerzubbonyából - ennek egyik módja a fekete muzulmánok mozgalma, az „afro” hajviselet, a Black is Beautiful (a fekete gyönyörű) jelszava. Gambiában és Beninben, Guineában és Maliban mégsem tudna már visszahasonulni az anyaföldhöz. Alex Haley szerző akkor is amerikai lenne, ha holnap telket és kunyhócskát vásárolna Dzsuffuréban.

## Magyarul
- Gyökerek. Dokumentumregény; ford. Falvay Mihály, utószó Szuhay-Havas Ervin; Európa, Bp., 1979
- Gyökerek, 1-2.; ford. Tótisz András; Új Esély, Bp., 1994